# Tommaso Padoa-Schioppa
Tommaso Padoa-Schioppa (23 de julho de 1940 - 18 de dezembro de 2010) foi um banqueiro e economista italiano que foi ministro da Economia e Finanças da Itália, de maio de 2006 até maio de 2008. É considerado um dos fundadores do euro.